# Wyścigowe Mistrzostwa Węgier 1958
1958 – sezon wyścigowych mistrzostw Węgier.